# Ophiochaeta hirsuta
Ophiochaeta hirsuta är en ormstjärneart som beskrevs av Christian Frederik Lütken 1869. Ophiochaeta hirsuta ingår i släktet Ophiochaeta och familjen Ophiodermatidae. Inga underarter finns listade i Catalogue of Life.